# MySPIRIT Egészségprogram
A mySPIRIT Egészségprogram célja, hogy a tudatos, egészséges életmód népszerűsítésével járuljon hozzá a betegségek kiszűréséhez és megelőzéséhez. Az sárvári Spirit Hotel Thermal Spa kiegészítő szolgáltatása, amely a gyógyászati célú üdültetést ötvözi a modern wellness- és spa szolgáltatásokkal. Egyéni állapotfelmérések segítségével dolgozzák ki a személyre szabott egészségprogramot, természetes alapanyagú, hagyományosnak mondható termékeiket modern gyógyászati eszközökkel és termékekkel együtt alkalmazzák.
Az Egészségprogram 2016 tavaszán indult, és a külföldi vendégekre való tekintettel rendelkezésre áll német, angol és orosz nyelven is.

## Tagsági rendszer
Az Egészségprogram tagsági rendszerben működik, a tagok a kezeléseket, szolgáltatásokat kedvezményesen vehetik igénybe. Internetes felületen követhetik a tagok a saját profiloldalukon az állapotfelmérés eredményeit, amely közel 15.000 adattal írja le a szervezet aktuális állapotát.

## Hatásai
Az Egészségprogram foglalkozásait végzők körében a program szakértői szerint egészségügyi panaszok csökkenése, a fizikai és szellemi teljesítőképesség javulása, egészségesebb bőr, valamint az egészségtudatos életmód folytatása figyelhető meg.
Kaisinger András, a programnak helyt adó Spirit Hotel Thermal Spa vezérigazgatója szerint a 21. században a gyógyászat terén már inkább a prevencióra, nem pedig az utókezelésre kellene koncentrálni, ahogy a mySPIRIT résztvevői is teszik.

## A mySPIRIT Egészségprogram a gyakorlatban
Az Egészségprogram abban különbözik a hasonló jellegű kezdeményezésektől, hogy a kezelések alatt a vendég egy luxushotelben tartózkodik. Az egészségprogram családi pihenés közben végezhető el, mindössze pár órát vesz igénybe.
A program távol-keleti üzletemberek figyelmét is felkeltette, hiszen magyar példára nemcsak hasonló gyógyszállók Kínában történő megépítéséről folytattak tárgyalásokat, de az alapanyagokat, táplálék-kiegészítőket is a mySPIRIT Egészségprogramból biztosítanák.
A programot, a szolgáltatásokat és a kezelések során felhasznált termékeket, anyagokat folyamatosan monitorozzák, hogy minden szakmai és minőségbiztosítási elvárásnak megfeleljenek. Ez nem egy statikus program, hiszen mindig a legújabb felmérések, kutatások alapján válogatják össze az alapanyagokat, a használt eszközöket és berendezéseket. A munkatársakat és a szakembereket folyamatosan képezik, a program keretén belül több mint 100 kezelést lehet igénybe venni.

## Díjak
A mySPIRIT skincare biokozmetikai termékcsalád 2014-ben elnyerte a Magyar Termék Nagydíjat.
2015-ben az European HEALTH & SPA AWARDS-on a mySPIRIT skincare biokozmetikumokat választották az év legjobb kozmetikai innovációjának.

## Az Egészségprogram arca
Novodomszky Éva, népszerű tévés személyiség a mySPIRIT Egészségprogrammal kapcsolatban többször megszólalt, véleménye szerint a komplex állapotfelméréssel személyre szabott megoldást kínál a program a problémákra.